# Makarti Nauli
Makarti Nauli is een bestuurslaag in het regentschap Tapanuli Tengah van de provincie Noord-Sumatra, Indonesië. Makarti Nauli telt 458 inwoners (volkstelling 2010).